# ONIX
線上資訊交換標準，是針對圖書而發展的網路資料交換標準，目的在於增進電子商務，提供網際網路書商豐富而標準化的產品資訊，並因應圖書批發商及零售商各種格式書目資訊交換的需求。

## 發展歷程
1999年7月，美國出版者協會（Association of American Publishers）召開會議，與60多家出版社及線上書商共同討論如何在網際網路銷售圖書，會中決議成立一項計畫，探討出版社提供產品資訊給網際網路書店的資料需求。六個月之後，2000年元月，的第一版問世，即ONIX Produce Information Standards 1.0。在英國，圖書工業通訊組織（Book Industry Communication，簡稱BIC）於1998年出版了BIC Basic標準，旨在滿足所有零售書商的需求。在歐洲，電子數據交換組織EDItEUR（Electronic Data Interchange to Europe）開發了EPICS數據字典（EDItEUR Product Information Communication Standards），主要用於保存圖書貿易產品方面的資訊。
ONIX就是在美國的ONIX、英國的BIC Basic以及EDItEUR的EPICS等標準的基礎上發展起來的。維護ONIX標準的單位主要是歐洲EDI團體（European EDI group，簡稱EDItEUR）、圖書工業研究團體（Book Industry Study Group，簡稱BISG）以及英國的BIC三個團體。此外，還有法國、德國和韓國的使用者團體也積極參與討論，並成立一個ONIX IMPLEMENT線上討論群，討論ONIX實際運用所產生的問題及其解決方案，以做為未來ONIX發展的修改依據。ONIX的新版陸續公佈，1.2版於2000年11月，1.2.1版於2001年7月1日，2.0版於2001年7月25日，2.0修正版於8月2日，2.1版及ONIX代碼表第一版於2003年6月，2.1更新版於2005年2月推出，目前最新版為2009年4月的Release 3.0 及2012年4月的新版代碼表（Code List,Issue17）。

## 內容
在ONIX標準中，一筆ONIX記錄代表一個產品的資訊訊息，採用XML作為交換語法，利用XML DTD來定義欄位的必備與非必備、可重複與順序關係，並有指引手冊詳述每一欄位的標準定義，以確保傳送者與接收者所指的是同一件事物。ONIX原始設計分為兩個層級：Level 1與Level 2。Level 1是一較小的子集，主要設計給小型出版社，並採用人類可以閱讀的參考名稱（XML Reference Name），Level 2則盡量採用集合，以著錄更豐富的資訊並增加彈性，採用機器可讀的標籤（tag）。
ONIX for Books的2.1版共包含：XML訊息規格（message specification）、產品記錄規格（product record specification）、主系列記錄規格（main series record specification）與子系列記錄規格（subseries record specification）四部份的規範指引。ONIX的XML產品資訊訊息由四個部分組成：一為起始（start of message），XML標準在此宣告格式、內容以及ONIX產品資訊訊息的根元素；二為標頭資料段（header block），主要著錄訊息規格；三為主體（the body of the message），包含產品、主系列與子系列紀錄；以及結尾（the end of message）等四部分。

## 應用
ONIX International的使用者包括網路書店、圖書批發商與零售商、聚集資料庫廠商（aggregators）、出版社、索摘服務、書目供用中心、系統廠商、標準團體與圖書館等等。早期採用ONIX的主要是網路書店，例如Amazon及BN.com（Barnes & Noble）等。
ONIX紀錄的產生有兩種方式：或由出版社自行產生，或委由廠商製作ONIX紀錄。提供ONIX紀錄製作服務的廠商，有的提供編輯軟體給出版社使用，有的替出版社將其原資料庫轉成ONIX紀錄，並協助傳遞給批發商、網路書店等。這些公司也逐步改進系統，自行產出ONIX紀錄。
在書目供應中心方面，OCLC於2001年9月已發展出將ONIX紀錄轉換成MARC的軟體，以利與WorldCat的書目紀錄比對。國際DOI基金會（International DOI Foundation，簡稱IDF）也參與ONIX的制定，主要有兩個合作目標：第一是定義DOI電子書的核心詮釋資料，第二則是對於圖書貿易產品資訊，擴增EPICS資料字典與ONIX國際標準，這將有助於ONIX電子書的處理。

## ONIX與圖書館
ONIX包含了許多商業交易的必備欄位，而MARC無法適用商業需求的原因，主要在於它並未包含這些商業交易所需要的價格欄位、可得性及版權等資訊。
起先BIC並不期望圖書館會對ONIX感到興趣。不料大英圖書館和美國國會圖書館（Library of Congress，簡稱LC）不只感到興趣而已，更進一步作ONIX與MARC的對應研究。英國國家書目研究基金（British National Bibliography Research Fund，簡稱BNBRF）的研究重點在於如何採用ONIX作為與圖書館的溝通工具，而LC則視ONIX為一種傳遞出版品預行編目（Cataloging in Publication，簡稱CIP）與出版社間的資料格式。